# Mareanivka, Peatîhatkî
Mareanivka (în ucraineană Мар`янівка) este localitatea de reședință a comunei Mareanivka din raionul Peatîhatkî, regiunea Dnipropetrovsk, Ucraina.

## Demografie
Componența lingvistică a localității Mareanivka
     Ucraineană (92,32%)
     Rusă (6,1%)
     Alte limbi (0,88%)
Conform recensământului din 2001, majoritatea populației localității Mareanivka era vorbitoare de ucraineană (92,32%), existând în minoritate și vorbitori de rusă (6,1%).